# Garden Valley (Idaho)
Garden Valley es un lugar designado por el censo ubicado en el condado de Boise en el estado estadounidense de Idaho. En el Censo de 2010 tenía una población de 394 habitantes y una densidad poblacional de 19,93 personas por km².

## Geografía
Garden Valley se encuentra ubicado en las coordenadas 44°5′13″N 115°57′39″O / 44.08694, -115.96083. Según la Oficina del Censo de los Estados Unidos, Garden Valley tiene una superficie total de 19.77 km², de la cual 19.16 km² corresponden a tierra firme y (3.08%) 0.61 km² es agua.

## Demografía
Según el censo de 2010, había 394 personas residiendo en Garden Valley. La densidad de población era de 19,93 hab./km². De los 394 habitantes, Garden Valley estaba compuesto por el 94.16% blancos, el 0.76% eran afroamericanos, el 0.51% eran amerindios, el 0.76% eran asiáticos, el 0% eran isleños del Pacífico, el 1.52% eran de otras razas y el 2.28% pertenecían a dos o más razas. Del total de la población el 9.14% eran hispanos o latinos de cualquier raza.